# Frammentazione per carica lontana
La frammentazione per carica lontana (in lingua inglese charge remote fragmentation) è un tipo di rottura di legame covalente che avviene tra ioni in fase gas nei quali il legame che si rompe non è adiacente al sito carico. 
Questa frammentazione si può osservare nella  spettrometria di massa tandem.